# Réorganisations des États indiens
Les États et territoires de l'Inde ont subi plusieurs réorganisations depuis l'indépendance du pays en 1947.
La plus importante d'entre elles a eu lieu en 1956 par l'adoption du States Reorganisation Act, qui modifie les frontières des États sur une base linguistique. Depuis, de nouveaux États ont été créés, notamment au Pendjab et dans le Nord-Est.

## Raj britannique et intégration politique
Le Raj britannique était divisé en deux types de territoires : les provinces, dirigées directement par des officiels britanniques rendant compte au Vice-roi, et les États princiers, dirigés par des souverains héréditaires reconnaissant la suzeraineté britannique en échange d'une autonomie locale. À la suite de réformes au début du XXe siècle, la plupart des provinces britanniques élisaient des assemblées et des gouvernements alors que des réformes entreprises dans les années 1930 reconnaissent le principe du fédéralisme.
Le 15 août 1947, l'Indépendance est accordé et deux dominions indépendants sont créés : l'Inde et le Pakistan. Les Britanniques dissolvent leurs traités avec les plus de 500 États princiers : ceux-ci sont encouragés à rejoindre l'un des deux dominions. La plupart rejoignent l'Inde, quelques-uns le Pakistan. La Principauté d'Hyderabad opte pour l'indépendance mais est annexée par l'Inde en 1948 après une intervention militaire. Le Jammu-et-Cachemire est partiellement annexé après la Première Guerre indo-pakistanaise. Entre 1947 et 1950, les États princiers sont intégrés à l'Union indienne : la plupart sont absorbés par les provinces existantes et d'autres sont regroupés pour former de nouvelles provinces, comme le Rajputana, le Madhya Bharat et le Vindhya Pradesh. Quelques-uns, comme Mysore, Hyderabad, Bhopal et Bilaspur, deviennent des provinces distinctes.

## Constitution de 1950

Les États en 1951 :
Catégorie A
Catégorie B
Catégorie C
Catégorie D
Territoires non intégrés à l'Inde en 1951

La Constitution de l'Inde entre en vigueur le 26 janvier 1950, faisant de l'Inde une république fédérale définie comme une « Union d'États ».
Il y a alors 28 États, divisés en quatre types :
| Type | Type | Gouvernement                                                                             | Liste |
| ---- | --- | ---------------------------------------------------------------------------------------- | --- |
| A    | Anciennes provinces de l'Empire des Indes dirigées par un gouverneur                                      | Un gouverneur et une assemblée élue                                                      | Assam, Bihar, Bombay, Madhya Pradesh, Madras, Orissa, Pendjab oriental, Uttar Pradesh et Bengale-Occidental                                                          |
| B    | Anciens États princiers ou groupes d'États princiers                                                      | Un rajpramukh nommé parmi les princes par le président de l'Inde et une législature élue | Hyderabad, Jammu-et-Cachemire, Madhya Bharat, Mysore, Union des États de Patiala et du Pendjab oriental, Rajasthan, Saurashtra, Travancore-Cochin et Vindhya Pradesh |
| C    | Anciennes provinces de l'Empire des Indes dirigées par un commissaire-en-chef et certains États princiers | Un commissaire-en-chef nommé par le président de l'Inde                                  | Ajmer, Bhopal, Bilaspur, Coorg, Delhi, Himachal Pradesh, Kutch, Manipur, Tripura                                                                                     |
| D    | Les îles Andaman-et-Nicobar                                                                               | Un lieutenant gouverneur nommé par le gouvernement central                               | Îles Andaman-et-Nicobar |

La Constitution prévoit que le Parlement peut admettre au sein de l'Union ou établir de nouveaux États ainsi que diviser un État en plusieurs, fusionner deux ou plusieurs États ou en modifier le nom ou les frontières.

## Historique des réorganisations

### Création de l'Andhra

L'Inde du Sud après la création de l'Andhra.

Quelques changements mineurs sont apportés aux frontières des États dès le début dès années 1950 : le petit État de Bilaspur est absorbé par l'Himachal Pradesh le 1er juillet 1954 et Chandernagor, un établissement français, est incorporé au Bengale-Occidental en 1955. Mais ce sont surtout les mouvements politiques en faveur de la création d'États sur la base de frontières linguistiques qui vont faire avancer la réorganisation des États.
Ainsi, à la suite de manifestations parfois violentes, le premier ministre Jawaharlal Nehru est poussé en 1953 à créer à partir des districts du nord de l'État de Madras un nouvel État de langue télougou, l'Andhra.

### States Reorganisations Actde 1956
À la suite de la création de l'Andhra, Jawaharlal Nehru nomme en décembre 1953, une Commission de réorganisation des États (States Reorganisation Commission) afin de préparer une réorganisation des États indiens selon les frontières linguistiques. La commission est présidée par le juge Fazal Ali et ses travaux sont supervisés par Govind Ballabh Pant, ministre de l'Intérieur à partir de décembre 1954.
En 1955, la commission rend un rapport recommandant la réorganisation des États de l'Inde.

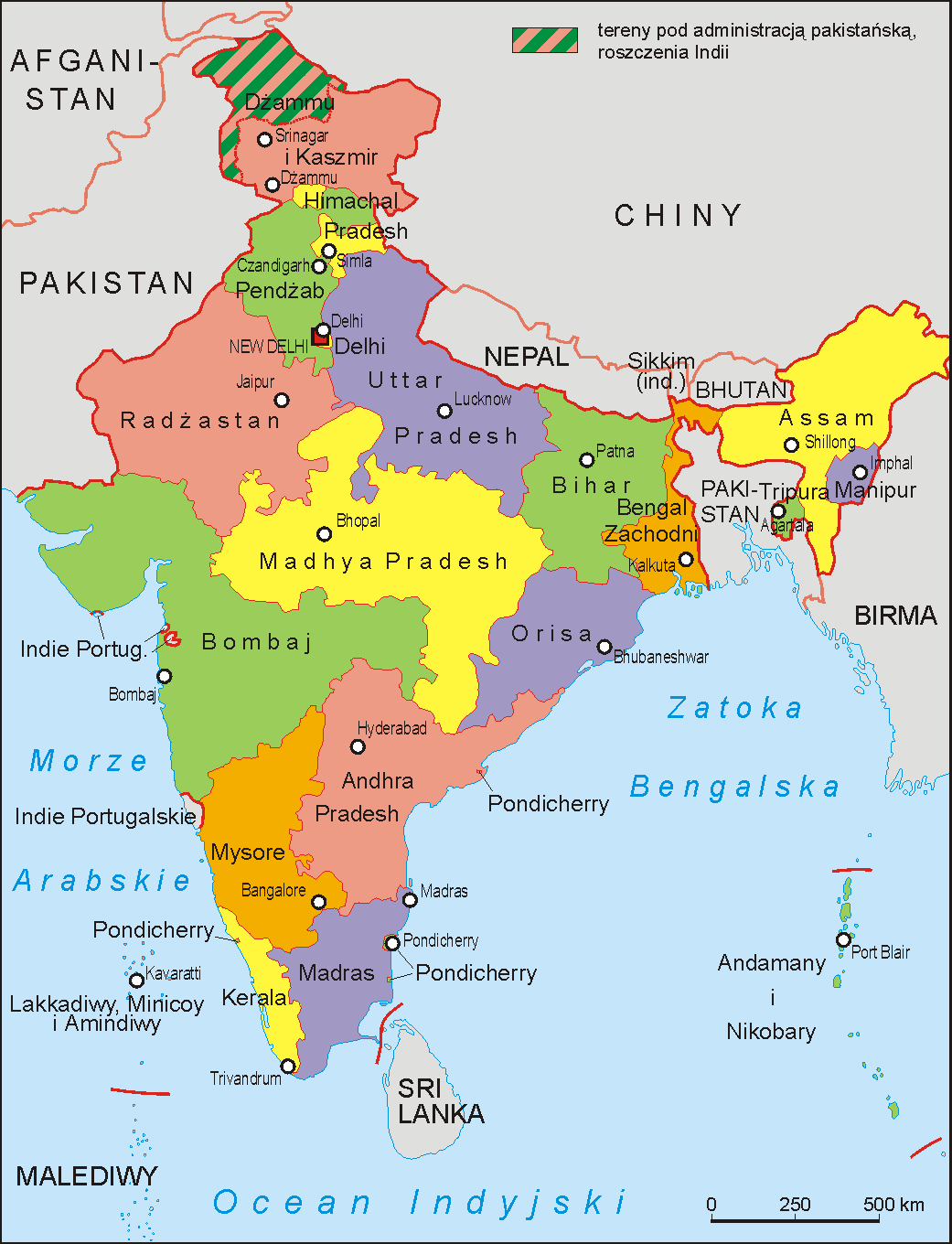
Carte de l'Inde en 1956 après le States Reorganisation Act.

La réorganisation s'effectue ainsi par l'adoption de deux textes de loi : le States Reorganisation Act, adopté le 31 août 1956 et qui modifie les frontières des États, et le Septième amendement à la Constitution de l'Inde qui supprime les États de types A, B, C et D . Les États de type A et B ne sont plus distingués et sont simplement appelés « États », les types C et D deviennent des territoires de l'Union.
Ces deux textes entre en vigueur le 1er novembre 1956. Les États suivant sont réorganisés :
- Andhra : renommé Andhra Pradesh et élargi par l'addition de la région du Télangana de l'Hyderabad.
- Assam : aucun changement.
- Bombay : élargi par addition de Saurashtra et Kutch, des districts de la division de Nagpur du Madhya Pradesh parlant marathi et de la région de Marathwada de l'Hyderabad ; les districts les plus méridionaux sont transférés à l'État de Mysore.
- Jammu-et-Cachemire : aucun changement.
- Travancore-Cochin : renommé Kerala et fusionné avec le district de Malabar de l'État de Madras.
- Madhya Pradesh : fusionné avec les États de Madhya Bharat, Vindhya Pradesh et Bhopal ; les districts parlant marathi de la division de Nagpur sont transférés à l'État de Bombay.
- Madras : réduit par transfert du district de Malabar au nouvel État du Kerala et par la création du nouveau territoire des îles Laquedives, Amindivi et Minicoy ; la partie méridionale de Travancore-Cochin (district de Kanyakumari) lui est transférée.
- Mysore : élargi par l'addition de l'État de Kodagu (Coorg) et des districts parlant kannada du sud de l'État de Bombay et de l'ouest de l'Hyderabad.
- Orissa : aucun changement.
- Pendjab : élargi par ajout de l'Union des États de Patiala et du Pendjab oriental.
- Rajasthan : élargi par l'ajout de l'État d'Ajmer et de parties des États de Bombay et Madhya Bharat.
- Uttar Pradesh : aucun changement.

Un autre loi entre en vigueur en même temps, transférant des territoires du Bihar vers le Bengale-Occidental.
Les territoires de l'Union sont également créés :
- Îles Andaman-et-Nicobar (ancien État de type D)
- Delhi
- Himachal Pradesh
- îles Laquedives, Amindivi et Minicoy (créé par détachement de l'État de Madras)
- Manipur
- Tripura

### Divisions de Bombay et du Pendjab
Après la loi de 1956, les réorganisations se poursuivent sur des bases linguistiques.
En 1960, le Bombay Reorganisation Act divise l'État de Bombay en deux États : le Gujarat, de langue gujarati, et le Maharashtra, de langue marathi.
En 1966, le Pendjab est également divisé : le Pendjab, de langue pendjabi, et l'Haryana, hindiphone. Chandigarh devient un territoire et la capitale commune des deux États alors que les districts hindiphones du nord du Pendjab sont transférés au territoire de l'Himachal Pradesh. Ce dernier accède au rang d'État en 1971.

### Intégration des colonies françaises et portugaises
Après l'intégration de Chandernagor au Bengale-Occidental en 1955, le reste des Établissements français en Inde (Pondichéry, Karaikal, Mahé et Yanaon) font l'objet d'un traité de cession de la France à l'Inde en 1962 avant d'être regroupé au sein du territoire de Pondichéry en 1963.
Le Portugal en revanche refuse de céder ses comptoirs indiens. Dadra et Nagar Haveli se soulèvent en 1954 puis, en 1961, l'Inde annexe militairement Goa, Daman et Diu. Dadra et Nagar Haveli d'un côté, Goa, Daman et Diu de l'autre sont alors constitués en territoires. En 1987, Goa accède au statut d'État et Daman et Diu devient un territoire séparé.

### Nord-Est
De nouveaux États sont créés dans le Nord-Est indien dans les années 1960 à 1980 :
- le Nagaland devient un État en 1963[10] ;
- le Manipur, le Meghalaya et Tripura en 1972[11] ;
- le Sikkim, jusque-là indépendant, rejoint l'Inde en tant qu'État en 1975[12] ;
- l'Arunachal Pradesh et le Mizoram deviennent des États en 1987.

### 2000: trois nouveaux États
En 2000, trois nouveaux États sont créés. Le Chhattisgarh est séparé du Madhya Pradesh et le Jharkhand du Bihar dans le but notamment de donner plus d'autonomie aux populations adivasies de ces régions. Par ailleurs, les régions montagneuses du nord de l'Uttar Pradesh forment l'Uttaranchal (renommé Uttarakhand en 2007),.

### 2014: Telangana
En février 2014, le Parlement adopte, après une longue mobilisation de différents partis et des débats houleux, une loi prévoyant de séparer la partie de l'Andhra Pradesh anciennement incluse dans l'État d'Hyderabad (héritier de la principauté éponyme) pour former un nouvel État, le Télangana.

## Propositions de nouveaux États

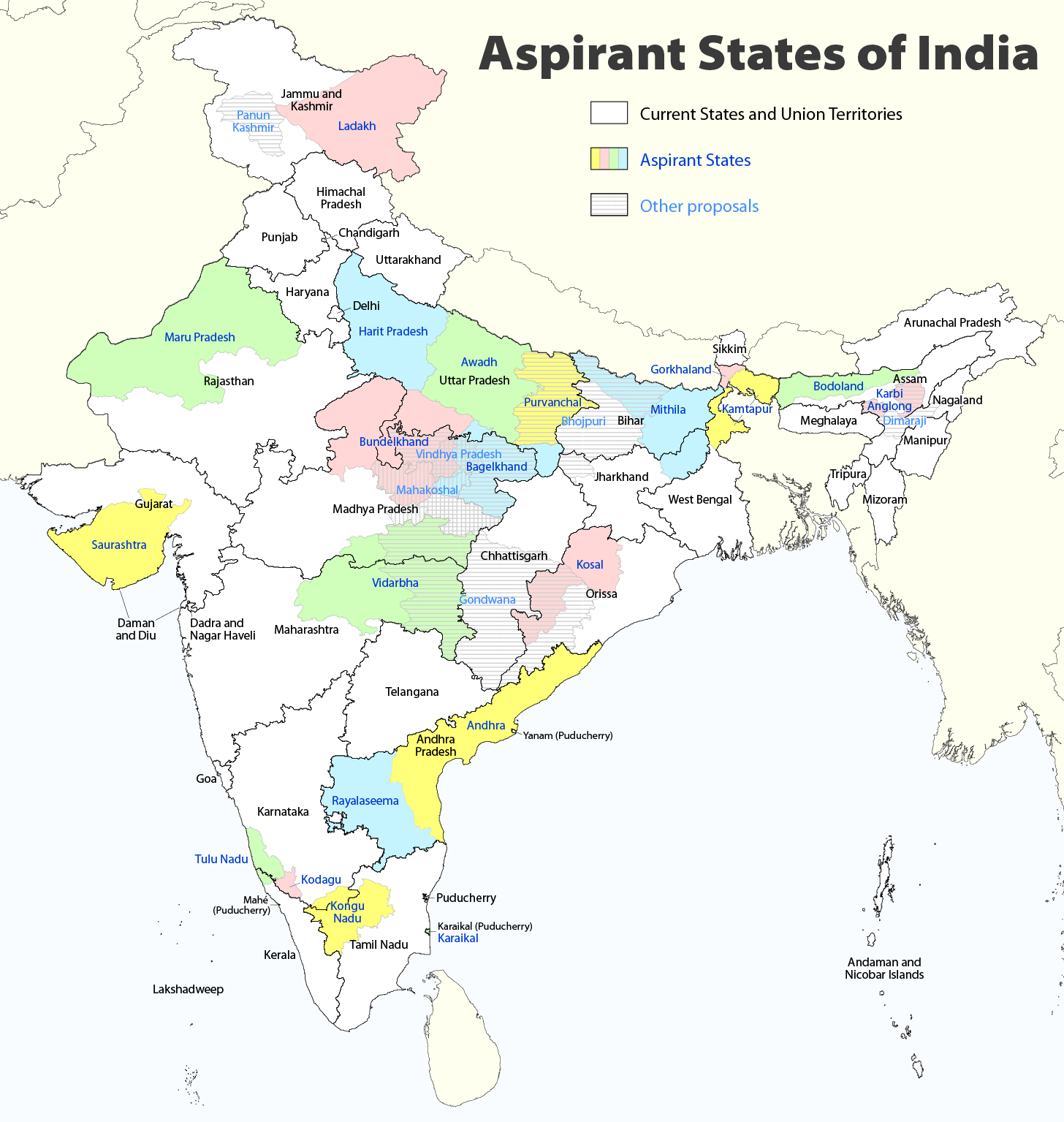
Propositions de créations d'États.

De nombreuses propositions et revendications pour de nouveaux États ou Territoires existent en Inde, notamment par la division de l'Uttar Pradesh ou la création d'États pour les régions autonomes du Nord-Est.
- Awadh (Uttar Pradesh)
- Bagelkhand (Uttar Pradesh)
- Belgaum (karnataka)
- Bhojpuri
- Bodoland (Assam)
- Bunkelhand (Bundelkund)
- Cachemire (Jammu-et-Cachemire)
- Chola Nadu (Tamil Nadu)
- Delhi
- Dhuri (Penjab)
- Dimaraji (Assam)
- Dogradesh (Jammu-et-Cachemire)
- Gird (Madhya Pradesh)
- Gondwana (Chhattisgarh)
- Gorkhaland (Bengale-Occidental)
- Harit Pradesh (Uttar Pradesh)
- Kalyana Karnataka (Karnataka)
- Kamtapur (Bengale-Occidental)
- Karaikal (Territoire de Pondichéry)
- Karbi Anglong (Assam)
- Khandesh (Maharashtra)
- Kodagu (Karnataka)
- Kongu Nadu (Tamil Nadu)
- Kosal (Odisha)
- Kostandhra (Andhra Pradesh)
- Ladakh (Jammu-et-Cachemire)
- Mahakoshal (Madhya Pradesh)
- Malva (Madhya Pradesh)
- Marathwada (Maharashtra)
- Maru Pradesh (Rajasthan)
- Mithila (Bihar)
- Pandya Nadu (Tamil Nadu)
- Panun Kashmir (Jammu-et-Cachemire)
- Purvanchal (Uttar Pradesh-Bihar)
- Rayalaseema (Andhra Pradesh)
- Sangrur (Pendjab)
- Saurashtra (Gujarat)
- Seemanchal (Bihar)
- Tipraland (Tripura)
- Tulu Nadu (Karnataka)
- Uttaraandhra (Andhra Pradesh)
- Vidarbha (Maharashtra)
- Vindhya Pradesh (Andhra Pradesh)